# Trophée d'or féminin 2016
La 20e édition du Trophée d'or féminin a lieu du 21 août 2016 au 24 août 2016. La course fait partie du calendrier UCI féminin en catégorie 2.2. 
L'organisation est marquée par le retrait de la subvention de la ville de Saint-Amand-Montrond , partenaire historique de l'épreuve. La course a cependant bien lieu.
Le classement général de l'épreuve se dessine dès la première étape contre-la-montre avec la victoire d'Élise Delzenne. L'étape suivante est plate et remportée par Marta Bastianelli, elle récidive ensuite sur la quatrième étape, également au sprint. La troisième étape présente un relief plus important. Alison Jackson s'y impose cependant au sprint dans un groupe réduit. La dernière étape est gagnée par Claudia Lichtenberg qui en profite pour remonter au classement général. Le podium final est : Élise Delzenne, Claudia Lichtenberg et Daiva Tušlaitė. Cette dernière s'adjuge également le classement de la montagne. Marta Bastianelli gagne le classement par points. Liane Lippert est la meilleure jeune. Enfin la formation Lotto Soudal est la meilleure équipe.

## Présentation

### Comité d'organisation
La course est organisée par le club Cher-VTT-Vélo-Passion dont le président est Marc Pâris. En 2016, la ville de Saint-Amand-Montrond décide de ne plus financer l'épreuve. Des financements alternatifs sont alors recherchés, mais Marc Pâris ne cache pas que la trésorerie de l'épreuve se trouve sérieusement amputée par cette décision.

### Règlement de la course

#### Délais
Lors d'une course cycliste, les coureurs sont tenus d'arriver dans un laps de temps imparti à la suite du premier pour pouvoir être classés. Les délais prévus sont de 25 % pour toutes les étapes.

#### Classements et bonifications
Le classement général individuel au temps est calculé par le cumul des temps enregistrés dans chacune des étapes parcourues. Des bonifications et d'éventuelles pénalisations sont incluses dans le calcul du classement. Le coureur qui est premier de ce classement est porteur du maillot jaune vif. En cas d'égalité au temps, la somme des places obtenues sur chaque étape départage les concurrentes. En cas de nouvelle égalité, la place lors de la dernière étape sert de critère pour décider de la vainqueur.
Des bonifications sont attribuées dans cette épreuve. L'arrivée de la deuxième étape donne lieu à  six secondes, quatre secondes et deux secondes pour les trois premières coureuses classées. Pour les troisième, quatrième et cinquième étapes ce sont dix, six et quatre secondes qui sont attribuées. Par ailleurs, durant la course, il existe des sprints intermédiaires dont les trois premiers sont récompensés respectivement de trois secondes, deux secondes et une seconde.

##### Classement par points
Le maillot vert, récompense le classement par points. Celui-ci se calcule selon le classement lors des arrivées d'étape. 
Lors d'une arrivée d'étape, les quinze première se voient accorder des points selon le décompte suivant : 25, 20, 16, 14, 12, 10, 9, 8, 7, 6, 5, 4, 3, 2 et 1 point. En cas d'égalité, les coureurs sont prioritairement départagés par le nombre de victoires d'étapes. Si l'égalité persiste, le nombre de victoires à des sprints intermédiaires puis éventuellement la place obtenue au classement général entrent en compte. Pour être classé, un coureur doit avoir terminé la course dans les délais.

##### Classement de la meilleure grimpeuse
Le classement de la meilleure grimpeuse, ou classement des monts, est un classement spécifique basé sur les arrivées au sommet des ascensions répertoriées dans l'ensemble de la course. Elles sont classés en trois catégories. Les ascensions de première catégorie rapportent respectivement 10, 8, 6, 2 et 1 points aux cinq premières coureuses, celles de deuxième catégorie 6, 4, 2 et 1 points enfin celles de troisième catégorie 4, 2 et 1 point. Le premier du classement des monts est détenteur du maillot blanc à pois rouge. En cas d'égalité, les coureurs sont prioritairement départagés par le nombre de premières places aux sommets des ascension de première catégorie, puis de deuxième catégorie, puis de troisième catégorie. Si l'égalité persiste, le critère suivant est la place obtenue au classement général. Pour être classé, un coureur doit avoir terminé la course dans les délais.

##### Classement de la meilleure jeune
Le classement de la meilleure jeune ne concerne qu'une certaine catégorie de coureuses, celles étant âgées de moins de 23 ans. C'est-à-dire aux coureuses nées après le 1er janvier 1994. Ce classement, basé sur le classement général, attribue au premier un maillot bleu.

##### Répartition des maillots
Chaque coureuse en tête d'un classement est porteuse du maillot ou du dossard distinctif correspondant. Cependant, dans le cas où une coureuse dominerait plusieurs classements, celle-ci ne porte qu'un seul maillot distinctif, selon une priorité de classements. Le classement général au temps est le classement prioritaire, suivi du classement des sprints, du classement général du meilleur grimpeur et du classement de la meilleure jeune. Si ce cas de figure se produit, le maillot correspondant au classement annexe de priorité inférieure n'est pas porté par celui qui domine ce classement mais par son deuxième.

#### Primes
Les deux premières étapes permettent de remporter les primes suivantes :
| Position | 1er   | 2e   | 3e   | 4e   | 5e   | 6e   | 7e   | 8e   | 9e   | 10e  |
| Prix     | 114 € | 85 € | 58 € | 50 € | 37 € | 37 € | 37 € | 37 € | 37 € | 37 € |

En sus, les coureuses placées de la 11e à la 15e place gagnent 27 €.
Les autres étapes sont dotées de la manière suivante :
| Position | 1er   | 2e    | 3e   | 4e   | 5e   | 6e   | 7e   | 8e   | 9e   | 10e  |
| Prix     | 190 € | 110 € | 85 € | 69 € | 58 € | 58 € | 58 € | 58 € | 58 € | 58 € |

En sus, les coureuses placées de la 11e à la 15e place gagnent 27 €.
Le classement général final attribue les sommes suivantes :
| Position | 1er   | 2e    | 3e   | 4e   | 5e   | 6e   | 7e   | 8e   | 9e   | 10e  |
| Prix     | 230 € | 130 € | 90 € | 80 € | 70 € | 70 € | 60 € | 60 € | 50 € | 50 € |

En sus, les coureuses placées de la 11e à la 12e place gagnent 40 €, enfin de la 13e à la 15e place 30 €.

#### Prix
Par ailleurs, à l'issue du classement général final, le meilleur grimpeur, la meilleure jeune et le vainqueur du classement par points remportent chacun 250 €, le 2e de chaque classement 150 €, le 3e 100 €, le 4e et 5e 50 €.

## Partenaires
Le classement général est parrainé par le conseil département du Cher. Le maillot vert par Fasthôtel. Le classement de la meilleure grimpeur par l'enseigne Carrefour Market. Enfin le classement de la meilleure jeune par le conseil régional Centre-Val de Loire et par la fondation Magali Pache.

### Équipes
Treize équipes professionnelles, deux équipes amateurs et cinq sélections internationales, nationales et régionales prennent le départ.
| Équipes UCI                     | Équipes UCI | Équipes UCI |
| Nom de l'équipe                 | Pays        | Code        |
| ------------------------------- | ----------- | ----------- |
| Alé Cipollini                   | Italie      | ALE         |
| Aromitalia Vaiano               | Italie      | VAI         |
| Bepink                          | Italie      | BPK         |
| Bizkaia-Durango                 | Espagne     | BDP         |
| Inpa Bianchi                    | Italie      | ISG         |
| Lares-Waowdeals                 | Belgique    | LWW         |
| Lotto Soudal                    | Belgique    | LBL         |
| Poitou-Charentes.Futuroscope.86 | France      | FUT         |
| SC Michela Fanini Rox           | Italie      | MIC         |
| Top Girls Fassa Bortolo         | Italie      | TOG         |
| Topsport Vlaanderen-Etixx       | Belgique    | VLL         |
| Weber Shimano Ladies Power      | Argentine   | SQL         |
| Vitalogic Astrokalb Radunion Nö | Autriche    | NOE         |

| Équipes amateures   | Équipes amateures | Équipes amateures |
| Nom de l'équipe     | Pays              | Code              |
| ------------------- | ----------------- | ----------------- |
| Conade Visit Mexico | Mexique           |                   |
| Team Stuttgart      | Allemagne         |                   |

| Équipes nationales et régionales | Équipes nationales et régionales | Équipes nationales et régionales |
| Nom de l'équipe                  | Pays                             | Code                             |
| -------------------------------- | -------------------------------- | -------------------------------- |
| Sélection nationale portugaise   | Portugal                         |                                  |
| Sélection nationale japonaise    | Japon                            |                                  |
| Centre mondial du cyclisme       | Suisse                           |                                  |
| Sélection région centre          | France                           |                                  |
| Sélection catalane               | Espagne                          |                                  |

## Étapes
| Étape     | Date    | Villes étapes                                 | type                        | Distance (km) | Vainqueur d'étape   | Leader du classement général |
| --------- | ------- | --------------------------------------------- | --------------------------- | ------------- | ------------------- | ---------------------------- |
| 1re étape | 21 août | Chassy – Villequiers                          | contre-la-montre individuel | 12,3          | Élise Delzenne      | Élise Delzenne               |
| 2e étape  | 21 août | Moulins-sur-Yèvre – Saint-Germain-du-Puy      | étape de plaine             | 82,5          | Marta Bastianelli   | Élise Delzenne               |
| 3e étape  | 22 août | Cosne-Cours-sur-Loire – Cosne-Cours-sur-Loire | étape vallonnée             | 95,6          | Alison Jackson      | Élise Delzenne               |
| 4e étape  | 23 août | Levet – Levet                                 | étape de plaine             | 96,5          | Marta Bastianelli   | Élise Delzenne               |
| 5e étape  | 24 août | Saint-Doulchard – Orval                       | étape vallonnée             | 99,7          | Claudia Lichtenberg | Élise Delzenne               |

### 1reétape
Sur un parcours venteux, Alison Jackson conserve longtemps le meilleur temps. Coralie Demay est la première à la devancer. Elle-même est finalement battue par la Française Élise Delzenne qui s'impose avec dix-neuf secondes d'avance. Edwige Pitel complète un podium intégralement français. Deux coureuses de la formation Lotto Soudal suivent, elle compte donc trois athlètes parmi les cinq premières,.
| \| Classement de l'étape \| Classement de l'étape \| Classement de l'étape \| Classement de l'étape \| Classement de l'étape \| \| Coureur \| Coureur \| Pays \| Équipe \| Temps \| \| --------------------- \| --------------------- \| --------------------- \| ------------------------------- \| --------------------- \| \| 1re \| Élise Delzenne \| France \| Lotto Soudal Ladies \| 17 min 06 s \| \| 2e \| Coralie Demay \| France \| Poitou-Charentes.Futuroscope.86 \| + 19 s \| \| 3e \| Edwige Pitel \| France \| SC Michela Fanini \| + 21 s \| \| 4e \| Claudia Lichtenberg \| Allemagne \| Lotto Soudal Ladies \| + 33 s \| \| 5e \| Sofie De Vuyst \| Belgique \| Lotto Soudal Ladies \| + 34 s \| \| 6e \| Eugénie Duval \| France \| Poitou-Charentes.Futuroscope.86 \| + 35 s \| \| 7e \| Yumi Kajihara \| Japon \| Japon \| + 38 s \| \| 8e \| Daiva Tušlaitė \| Lituanie \| Inpa-Bianchi \| + 42 s \| \| 9e \| Alison Jackson \| Canada \| BePink \| + 50 s \| \| 10e \| Eri Yonamine \| Japon \| Poitou-Charentes.Futuroscope.86 \| + 51 s \| |                     |           |                                 |             |
| |                     |           |                                 |             |
| |                     |           |                                 |             |
| Classement de l'étape |                     |           |                                 |             |
| Coureur | Coureur             | Pays      | Équipe                          | Temps       |
| 1re | Élise Delzenne      | France    | Lotto Soudal Ladies             | 17 min 06 s |
| 2e | Coralie Demay       | France    | Poitou-Charentes.Futuroscope.86 | + 19 s      |
| 3e | Edwige Pitel        | France    | SC Michela Fanini               | + 21 s      |
| 4e | Claudia Lichtenberg | Allemagne | Lotto Soudal Ladies             | + 33 s      |
| 5e | Sofie De Vuyst      | Belgique  | Lotto Soudal Ladies             | + 34 s      |
| 6e | Eugénie Duval       | France    | Poitou-Charentes.Futuroscope.86 | + 35 s      |
| 7e | Yumi Kajihara       | Japon     | Japon                           | + 38 s      |
| 8e | Daiva Tušlaitė      | Lituanie  | Inpa-Bianchi                    | + 42 s      |
| 9e | Alison Jackson      | Canada    | BePink                          | + 50 s      |
| 10e | Eri Yonamine        | Japon     | Poitou-Charentes.Futuroscope.86 | + 51 s      |

| \| Classement général \| Classement général \| Classement général \| Classement général \| Classement général \| \| Coureur \| Coureur \| Pays \| Équipe \| Temps \| \| ------------------ \| ------------------- \| ------------------ \| ------------------------------- \| ------------------ \| \| 1re \| Élise Delzenne \| France \| Lotto Soudal Ladies \| 17 min 06 s \| \| 2e \| Coralie Demay \| France \| Poitou-Charentes.Futuroscope.86 \| + 19 s \| \| 3e \| Edwige Pitel \| France \| SC Michela Fanini \| + 21 s \| \| 4e \| Claudia Lichtenberg \| Allemagne \| Lotto Soudal Ladies \| + 33 s \| \| 5e \| Sofie De Vuyst \| Belgique \| Lotto Soudal Ladies \| + 34 s \| \| 6e \| Eugénie Duval \| France \| Poitou-Charentes.Futuroscope.86 \| + 35 s \| \| 7e \| Yumi Kajihara \| Japon \| Japon \| + 38 s \| \| 8e \| Daiva Tušlaitė \| Lituanie \| Inpa-Bianchi \| + 42 s \| \| 9e \| Alison Jackson \| Canada \| BePink \| + 50 s \| \| 10e \| Eri Yonamine \| Japon \| Poitou-Charentes.Futuroscope.86 \| + 51 s \| |                     |           |                                 |             |
| |                     |           |                                 |             |
| |                     |           |                                 |             |
| Classement général |                     |           |                                 |             |
| Coureur | Coureur             | Pays      | Équipe                          | Temps       |
| 1re | Élise Delzenne      | France    | Lotto Soudal Ladies             | 17 min 06 s |
| 2e | Coralie Demay       | France    | Poitou-Charentes.Futuroscope.86 | + 19 s      |
| 3e | Edwige Pitel        | France    | SC Michela Fanini               | + 21 s      |
| 4e | Claudia Lichtenberg | Allemagne | Lotto Soudal Ladies             | + 33 s      |
| 5e | Sofie De Vuyst      | Belgique  | Lotto Soudal Ladies             | + 34 s      |
| 6e | Eugénie Duval       | France    | Poitou-Charentes.Futuroscope.86 | + 35 s      |
| 7e | Yumi Kajihara       | Japon     | Japon                           | + 38 s      |
| 8e | Daiva Tušlaitė      | Lituanie  | Inpa-Bianchi                    | + 42 s      |
| 9e | Alison Jackson      | Canada    | BePink                          | + 50 s      |
| 10e | Eri Yonamine        | Japon     | Poitou-Charentes.Futuroscope.86 | + 51 s      |

### 2eétape
Un groupe constitué d'Ana Santesteban Gonzalez, de Marta Bastianelli, d'Eugénie Duval, de Daiva Tuslaite et de Christina Perchtold part en début d'étape. Elles sont cependant rejointe par Claudia Lichtenberg de la formation Lotto Soudal. Le peloton revient ensuite sur l'échappée. Lors du sprint intermédiaire, Élise Delzenne prend les six secondes de bonification devant Coralie Demay qui en obtient trois. À cinq kilomètres de l'arrivée, Edwige Pitel abandonne l'épreuve sur chute. La victoire de la deuxième étape se joue au sprint massif. Marta Bastianelli est la plus rapide devant la Japonaise Miho Yoshikawa et la Néerlandaise Monique van de Ree,.
| \| Classement de l'étape \| Classement de l'étape \| Classement de l'étape \| Classement de l'étape \| Classement de l'étape \| \| Coureur \| Coureur \| Pays \| Équipe \| Temps \| \| --------------------- \| ------------------------- \| --------------------- \| ------------------------------- \| --------------------- \| \| 1re \| Marta Bastianelli \| Italie \| Alé Cipollini \| 2 h 17 min 23 s \| \| 2e \| Miho Yoshikawa \| Japon \| Japon \| + 0 s \| \| 3e \| Monique van de Ree \| Pays-Bas \| Lares-Waowdeals Women \| + 0 s \| \| 4e \| Valerie Demey \| Belgique \| Topsport Vlaanderen-Etixx \| + 0 s \| \| 5e \| Pascale Jeuland-Tranchant \| France \| Poitou-Charentes.Futuroscope.86 \| + 0 s \| \| 6e \| Kelly Van den Steen \| Belgique \| Topsport Vlaanderen-Etixx \| + 0 s \| \| 7e \| Élise Delzenne \| France \| Lotto Soudal Ladies \| + 0 s \| \| 8e \| Kaat Hannes \| Belgique \| Lensworld-Zannata \| + 0 s \| \| 9e \| Sofie De Vuyst \| Belgique \| Lotto Soudal Ladies \| + 0 s \| \| 10e \| Eugénie Duval \| France \| Poitou-Charentes.Futuroscope.86 \| + 0 s \| |                           |          |                                 |                 |
| |                           |          |                                 |                 |
| |                           |          |                                 |                 |
| Classement de l'étape |                           |          |                                 |                 |
| Coureur | Coureur                   | Pays     | Équipe                          | Temps           |
| 1re | Marta Bastianelli         | Italie   | Alé Cipollini                   | 2 h 17 min 23 s |
| 2e | Miho Yoshikawa            | Japon    | Japon                           | + 0 s           |
| 3e | Monique van de Ree        | Pays-Bas | Lares-Waowdeals Women           | + 0 s           |
| 4e | Valerie Demey             | Belgique | Topsport Vlaanderen-Etixx       | + 0 s           |
| 5e | Pascale Jeuland-Tranchant | France   | Poitou-Charentes.Futuroscope.86 | + 0 s           |
| 6e | Kelly Van den Steen       | Belgique | Topsport Vlaanderen-Etixx       | + 0 s           |
| 7e | Élise Delzenne            | France   | Lotto Soudal Ladies             | + 0 s           |
| 8e | Kaat Hannes               | Belgique | Lensworld-Zannata               | + 0 s           |
| 9e | Sofie De Vuyst            | Belgique | Lotto Soudal Ladies             | + 0 s           |
| 10e | Eugénie Duval             | France   | Poitou-Charentes.Futuroscope.86 | + 0 s           |

| \| Classement général \| Classement général \| Classement général \| Classement général \| Classement général \| \| Coureur \| Coureur \| Pays \| Équipe \| Temps \| \| ------------------ \| ------------------------- \| ------------------ \| ------------------------------- \| ------------------ \| \| 1re \| Élise Delzenne \| France \| Lotto Soudal Ladies \| 2 h 34 min 17 s \| \| 2e \| Coralie Demay \| France \| Poitou-Charentes.Futuroscope.86 \| + 22 s \| \| 3e \| Eugénie Duval \| France \| Poitou-Charentes.Futuroscope.86 \| + 36 s \| \| 4e \| Sofie De Vuyst \| Belgique \| Lotto Soudal Ladies \| + 37 s \| \| 5e \| Claudia Lichtenberg \| Allemagne \| Lotto Soudal Ladies \| + 43 s \| \| 6e \| Daiva Tušlaitė \| Lituanie \| Inpa-Bianchi \| + 45 s \| \| 7e \| Yumi Kajihara \| Japon \| Japon \| + 48 s \| \| 8e \| Pascale Jeuland-Tranchant \| France \| Poitou-Charentes.Futuroscope.86 \| + 55 s \| \| 9e \| Liane Lippert \| Allemagne \| \| + 56 s \| \| 10e \| Eri Yonamine \| Japon \| Poitou-Charentes.Futuroscope.86 \| + 1 min 01 s \| |                           |           |                                 |                 |
| |                           |           |                                 |                 |
| |                           |           |                                 |                 |
| Classement général |                           |           |                                 |                 |
| Coureur | Coureur                   | Pays      | Équipe                          | Temps           |
| 1re | Élise Delzenne            | France    | Lotto Soudal Ladies             | 2 h 34 min 17 s |
| 2e | Coralie Demay             | France    | Poitou-Charentes.Futuroscope.86 | + 22 s          |
| 3e | Eugénie Duval             | France    | Poitou-Charentes.Futuroscope.86 | + 36 s          |
| 4e | Sofie De Vuyst            | Belgique  | Lotto Soudal Ladies             | + 37 s          |
| 5e | Claudia Lichtenberg       | Allemagne | Lotto Soudal Ladies             | + 43 s          |
| 6e | Daiva Tušlaitė            | Lituanie  | Inpa-Bianchi                    | + 45 s          |
| 7e | Yumi Kajihara             | Japon     | Japon                           | + 48 s          |
| 8e | Pascale Jeuland-Tranchant | France    | Poitou-Charentes.Futuroscope.86 | + 55 s          |
| 9e | Liane Lippert             | Allemagne |                                 | + 56 s          |
| 10e | Eri Yonamine              | Japon     | Poitou-Charentes.Futuroscope.86 | + 1 min 01 s    |

### 3eétape
L'étape parcourt les côtes du Sancerrois. Quatre coureuses s'échappent d'entrée : Annalisa Cucinotta, Anisha Vekemans, Greta Richioud et Monique van de Ree. Le peloton fait cependant la jonction avant le premier sprint intermédiaire qui est remporté par Alison Jackson devant Élise Delzenne. Daiva Tuslaite prend les points dans les côtes de l'Orme au Loup et la côte de Bué, mais laisse partir Ane Santesteban Gonzalez et Lex Albrecht. Claudia Lichtenberg les rejoint ensuite. Lex Albrecht passe en tête des côtes du Graveron, des Perrières et de Sancerre. Elle devient ainsi la nouvelle porteuse du maillot à pois. Un groupe de trente cyclistes reprend les trois fuyardes. Au sprint, Alison Jackson devance Élise Delzenne. Liane Lippert devient la meilleure jeune de l'épreuve.
| \| Classement de l'étape \| Classement de l'étape \| Classement de l'étape \| Classement de l'étape \| Classement de l'étape \| \| Coureur \| Coureur \| Pays \| Équipe \| Temps \| \| --------------------- \| ------------------------ \| --------------------- \| ------------------------------- \| --------------------- \| \| 1re \| Alison Jackson \| Canada \| BePink \| 2 h 39 min 55 s \| \| 2e \| Élise Delzenne \| France \| Lotto Soudal Ladies \| + 0 s \| \| 3e \| Marta Bastianelli \| Italie \| Alé Cipollini \| + 0 s \| \| 4e \| Rasa Leleivytė \| Lituanie \| Aromitalia Vaiano \| + 0 s \| \| 5e \| Soraya Paladin \| Italie \| Top Girls Fassa Bortolo \| + 0 s \| \| 6e \| Anna Zita Maria Stricker \| Italie \| Inpa-Bianchi \| + 0 s \| \| 7e \| Kelly Van den Steen \| Belgique \| Topsport Vlaanderen-Etixx \| + 0 s \| \| 8e \| Eugénie Duval \| France \| Poitou-Charentes.Futuroscope.86 \| + 0 s \| \| 9e \| Kaat Hannes \| Belgique \| Lensworld-Zannata \| + 0 s \| \| 10e \| Anisha Vekemans \| Belgique \| Lotto Soudal Ladies \| + 0 s \| |                          |          |                                 |                 |
| |                          |          |                                 |                 |
| |                          |          |                                 |                 |
| Classement de l'étape |                          |          |                                 |                 |
| Coureur | Coureur                  | Pays     | Équipe                          | Temps           |
| 1re | Alison Jackson           | Canada   | BePink                          | 2 h 39 min 55 s |
| 2e | Élise Delzenne           | France   | Lotto Soudal Ladies             | + 0 s           |
| 3e | Marta Bastianelli        | Italie   | Alé Cipollini                   | + 0 s           |
| 4e | Rasa Leleivytė           | Lituanie | Aromitalia Vaiano               | + 0 s           |
| 5e | Soraya Paladin           | Italie   | Top Girls Fassa Bortolo         | + 0 s           |
| 6e | Anna Zita Maria Stricker | Italie   | Inpa-Bianchi                    | + 0 s           |
| 7e | Kelly Van den Steen      | Belgique | Topsport Vlaanderen-Etixx       | + 0 s           |
| 8e | Eugénie Duval            | France   | Poitou-Charentes.Futuroscope.86 | + 0 s           |
| 9e | Kaat Hannes              | Belgique | Lensworld-Zannata               | + 0 s           |
| 10e | Anisha Vekemans          | Belgique | Lotto Soudal Ladies             | + 0 s           |

| \| Classement général \| Classement général \| Classement général \| Classement général \| Classement général \| \| Coureur \| Coureur \| Pays \| Équipe \| Temps \| \| ------------------ \| ------------------- \| ------------------ \| ------------------------------- \| ------------------ \| \| 1re \| Élise Delzenne \| France \| Lotto Soudal Ladies \| 5 h 14 min 04 s \| \| 2e \| Eugénie Duval \| France \| Poitou-Charentes.Futuroscope.86 \| + 44 s \| \| 3e \| Sofie De Vuyst \| Belgique \| Lotto Soudal Ladies \| + 45 s \| \| 4e \| Claudia Lichtenberg \| Allemagne \| Lotto Soudal Ladies \| + 51 s \| \| 5e \| Daiva Tušlaitė \| Lituanie \| Inpa-Bianchi \| + 53 s \| \| 6e \| Liane Lippert \| Allemagne \| \| + 1 min 04 s \| \| 7e \| Eri Yonamine \| Japon \| Poitou-Charentes.Futuroscope.86 \| + 1 min 09 s \| \| 8e \| Alison Jackson \| Canada \| BePink \| + 1 min 10 s \| \| 9e \| Soraya Paladin \| Italie \| Top Girls Fassa Bortolo \| + 1 min 12 s \| \| 10e \| Lara Vieceli \| Italie \| Inpa-Bianchi \| + 1 min 18 s \| |                     |           |                                 |                 |
| |                     |           |                                 |                 |
| |                     |           |                                 |                 |
| Classement général |                     |           |                                 |                 |
| Coureur | Coureur             | Pays      | Équipe                          | Temps           |
| 1re | Élise Delzenne      | France    | Lotto Soudal Ladies             | 5 h 14 min 04 s |
| 2e | Eugénie Duval       | France    | Poitou-Charentes.Futuroscope.86 | + 44 s          |
| 3e | Sofie De Vuyst      | Belgique  | Lotto Soudal Ladies             | + 45 s          |
| 4e | Claudia Lichtenberg | Allemagne | Lotto Soudal Ladies             | + 51 s          |
| 5e | Daiva Tušlaitė      | Lituanie  | Inpa-Bianchi                    | + 53 s          |
| 6e | Liane Lippert       | Allemagne |                                 | + 1 min 04 s    |
| 7e | Eri Yonamine        | Japon     | Poitou-Charentes.Futuroscope.86 | + 1 min 09 s    |
| 8e | Alison Jackson      | Canada    | BePink                          | + 1 min 10 s    |
| 9e | Soraya Paladin      | Italie    | Top Girls Fassa Bortolo         | + 1 min 12 s    |
| 10e | Lara Vieceli        | Italie    | Inpa-Bianchi                    | + 1 min 18 s    |

### 4eétape
Sur la quatrième étape se court sous la canicule. La lutte est intense entre Daiva Tušlaitė et Lex Albrecht autour du maillot à pois. Élise Delzenne les accompagnent dans leur fugue, mais le peloton revient. Anisha Vekemans et Sarah Inghelbrecht s'échappent ensuite, mais le vent leur est défavorable. Après de nouveaux prix des monts très disputés, un sprint massif vient conclure l'étape. Marta Bastianelli s'impose devant Pascale Jeuland et Monique van de Ree dans un sprint houleux.
| \| Classement de l'étape \| Classement de l'étape \| Classement de l'étape \| Classement de l'étape \| Classement de l'étape \| \| Coureur \| Coureur \| Pays \| Équipe \| Temps \| \| --------------------- \| ------------------------- \| --------------------- \| ------------------------------- \| --------------------- \| \| 1re \| Marta Bastianelli \| Italie \| Alé Cipollini \| 2 h 34 min 24 s \| \| 2e \| Monique van de Ree \| Pays-Bas \| Lares-Waowdeals Women \| + 0 s \| \| 3e \| Pascale Jeuland-Tranchant \| France \| Poitou-Charentes.Futuroscope.86 \| + 0 s \| \| 4e \| Rasa Leleivytė \| Lituanie \| Aromitalia Vaiano \| + 0 s \| \| 5e \| Anisha Vekemans \| Belgique \| Lotto Soudal Ladies \| + 0 s \| \| 6e \| Soraya Paladin \| Italie \| Top Girls Fassa Bortolo \| + 0 s \| \| 7e \| Christina Perchtold \| Autriche \| Vitalogic Astrokalb Radunion Nö \| + 0 s \| \| 8e \| Élise Delzenne \| France \| Lotto Soudal Ladies \| + 0 s \| \| 9e \| Daiva Tušlaitė \| Lituanie \| Inpa-Bianchi \| + 0 s \| \| 10e \| Alessia Martini \| Italie \| Aromitalia Vaiano \| + 0 s \| |                           |          |                                 |                 |
| |                           |          |                                 |                 |
| |                           |          |                                 |                 |
| Classement de l'étape |                           |          |                                 |                 |
| Coureur | Coureur                   | Pays     | Équipe                          | Temps           |
| 1re | Marta Bastianelli         | Italie   | Alé Cipollini                   | 2 h 34 min 24 s |
| 2e | Monique van de Ree        | Pays-Bas | Lares-Waowdeals Women           | + 0 s           |
| 3e | Pascale Jeuland-Tranchant | France   | Poitou-Charentes.Futuroscope.86 | + 0 s           |
| 4e | Rasa Leleivytė            | Lituanie | Aromitalia Vaiano               | + 0 s           |
| 5e | Anisha Vekemans           | Belgique | Lotto Soudal Ladies             | + 0 s           |
| 6e | Soraya Paladin            | Italie   | Top Girls Fassa Bortolo         | + 0 s           |
| 7e | Christina Perchtold       | Autriche | Vitalogic Astrokalb Radunion Nö | + 0 s           |
| 8e | Élise Delzenne            | France   | Lotto Soudal Ladies             | + 0 s           |
| 9e | Daiva Tušlaitė            | Lituanie | Inpa-Bianchi                    | + 0 s           |
| 10e | Alessia Martini           | Italie   | Aromitalia Vaiano               | + 0 s           |

| \| Classement général \| Classement général \| Classement général \| Classement général \| Classement général \| \| Coureur \| Coureur \| Pays \| Équipe \| Temps \| \| ------------------ \| ------------------- \| ------------------ \| ------------------------------- \| ------------------ \| \| 1re \| Élise Delzenne \| France \| Lotto Soudal Ladies \| 7 h 48 min 28 s \| \| 2e \| Eugénie Duval \| France \| Poitou-Charentes.Futuroscope.86 \| + 44 s \| \| 3e \| Sofie De Vuyst \| Belgique \| Lotto Soudal Ladies \| + 45 s \| \| 4e \| Claudia Lichtenberg \| Allemagne \| Lotto Soudal Ladies \| + 51 s \| \| 5e \| Daiva Tušlaitė \| Lituanie \| Inpa-Bianchi \| + 53 s \| \| 6e \| Liane Lippert \| Allemagne \| \| + 1 min 04 s \| \| 7e \| Eri Yonamine \| Japon \| Poitou-Charentes.Futuroscope.86 \| + 1 min 09 s \| \| 8e \| Alison Jackson \| Canada \| BePink \| + 1 min 10 s \| \| 9e \| Soraya Paladin \| Italie \| Top Girls Fassa Bortolo \| + 1 min 12 s \| \| 10e \| Lara Vieceli \| Italie \| Inpa-Bianchi \| + 1 min 18 s \| |                     |           |                                 |                 |
| |                     |           |                                 |                 |
| |                     |           |                                 |                 |
| Classement général |                     |           |                                 |                 |
| Coureur | Coureur             | Pays      | Équipe                          | Temps           |
| 1re | Élise Delzenne      | France    | Lotto Soudal Ladies             | 7 h 48 min 28 s |
| 2e | Eugénie Duval       | France    | Poitou-Charentes.Futuroscope.86 | + 44 s          |
| 3e | Sofie De Vuyst      | Belgique  | Lotto Soudal Ladies             | + 45 s          |
| 4e | Claudia Lichtenberg | Allemagne | Lotto Soudal Ladies             | + 51 s          |
| 5e | Daiva Tušlaitė      | Lituanie  | Inpa-Bianchi                    | + 53 s          |
| 6e | Liane Lippert       | Allemagne |                                 | + 1 min 04 s    |
| 7e | Eri Yonamine        | Japon     | Poitou-Charentes.Futuroscope.86 | + 1 min 09 s    |
| 8e | Alison Jackson      | Canada    | BePink                          | + 1 min 10 s    |
| 9e | Soraya Paladin      | Italie    | Top Girls Fassa Bortolo         | + 1 min 12 s    |
| 10e | Lara Vieceli        | Italie    | Inpa-Bianchi                    | + 1 min 18 s    |

### 5eétape
Daiva Tušlaitė, Eri Yonamine et Claudia Lichtenberg, toutes trois présentes à Rio, partent en échappée. Élise Delzenne est victime d'une crevaison à dix kilomètres de l'arrivée. Aidée par Sofie de Vuyst, elle parvient à revenir sur le peloton avant l'arrivée. Les échappées comptent peu d'avance, mais Claudia Lichtenberg s'impose néanmoins devant ses compagnons de fuite. Elle dédie sa victoire à son père décédé quelques jours auparavant.
| \| Classement de l'étape \| Classement de l'étape \| Classement de l'étape \| Classement de l'étape \| Classement de l'étape \| \| Coureur \| Coureur \| Pays \| Équipe \| Temps \| \| --------------------- \| ------------------------- \| --------------------- \| ------------------------------- \| --------------------- \| \| 1re \| Claudia Lichtenberg \| Allemagne \| Lotto Soudal Ladies \| 2 h 41 min 02 s \| \| 2e \| Daiva Tušlaitė \| Lituanie \| Inpa-Bianchi \| + 0 s \| \| 3e \| Minami Uwano \| Japon \| Japon \| + 0 s \| \| 4e \| Eri Yonamine \| Japon \| Poitou-Charentes.Futuroscope.86 \| + 2 s \| \| 5e \| Alison Jackson \| Canada \| BePink \| + 7 s \| \| 6e \| Kaat Hannes \| Belgique \| Lensworld-Zannata \| + 7 s \| \| 7e \| Rasa Leleivytė \| Lituanie \| Aromitalia Vaiano \| + 7 s \| \| 8e \| Pascale Jeuland-Tranchant \| France \| Poitou-Charentes.Futuroscope.86 \| + 7 s \| \| 9e \| Marta Bastianelli \| Italie \| Alé Cipollini \| + 7 s \| \| 10e \| Lara Vieceli \| Italie \| Inpa-Bianchi \| + 7 s \| |                           |           |                                 |                 |
| |                           |           |                                 |                 |
| |                           |           |                                 |                 |
| Classement de l'étape |                           |           |                                 |                 |
| Coureur | Coureur                   | Pays      | Équipe                          | Temps           |
| 1re | Claudia Lichtenberg       | Allemagne | Lotto Soudal Ladies             | 2 h 41 min 02 s |
| 2e | Daiva Tušlaitė            | Lituanie  | Inpa-Bianchi                    | + 0 s           |
| 3e | Minami Uwano              | Japon     | Japon                           | + 0 s           |
| 4e | Eri Yonamine              | Japon     | Poitou-Charentes.Futuroscope.86 | + 2 s           |
| 5e | Alison Jackson            | Canada    | BePink                          | + 7 s           |
| 6e | Kaat Hannes               | Belgique  | Lensworld-Zannata               | + 7 s           |
| 7e | Rasa Leleivytė            | Lituanie  | Aromitalia Vaiano               | + 7 s           |
| 8e | Pascale Jeuland-Tranchant | France    | Poitou-Charentes.Futuroscope.86 | + 7 s           |
| 9e | Marta Bastianelli         | Italie    | Alé Cipollini                   | + 7 s           |
| 10e | Lara Vieceli              | Italie    | Inpa-Bianchi                    | + 7 s           |

## Classements finals

### Classement général final
| \| Classement général \| Classement général \| Classement général \| Classement général \| Classement général \| \| Coureur \| Coureur \| Pays \| Équipe \| Temps \| \| ------------------ \| ------------------- \| ------------------ \| ------------------------------- \| ------------------ \| \| 1re \| Élise Delzenne \| France \| Lotto Soudal Ladies \| 10 h 29 min 40 s \| \| 2e \| Claudia Lichtenberg \| Allemagne \| Lotto Soudal Ladies \| + 31 s \| \| 3e \| Daiva Tušlaitė \| Lituanie \| Inpa-Bianchi \| + 37 s \| \| 4e \| Eugénie Duval \| France \| Poitou-Charentes.Futuroscope.86 \| + 40 s \| \| 5e \| Sofie De Vuyst \| Belgique \| Lotto Soudal Ladies \| + 41 s \| \| 6e \| Liane Lippert \| Allemagne \| \| + 1 min 01 s \| \| 7e \| Eri Yonamine \| Japon \| Poitou-Charentes.Futuroscope.86 \| + 1 min 01 s \| \| 8e \| Alison Jackson \| Canada \| BePink \| + 1 min 07 s \| \| 9e \| Soraya Paladin \| Italie \| Top Girls Fassa Bortolo \| + 1 min 09 s \| \| 10e \| Lara Vieceli \| Italie \| Inpa-Bianchi \| + 1 min 15 s \| |                     |           |                                 |                  |
| |                     |           |                                 |                  |
| |                     |           |                                 |                  |
| Classement général |                     |           |                                 |                  |
| Coureur | Coureur             | Pays      | Équipe                          | Temps            |
| 1re | Élise Delzenne      | France    | Lotto Soudal Ladies             | 10 h 29 min 40 s |
| 2e | Claudia Lichtenberg | Allemagne | Lotto Soudal Ladies             | + 31 s           |
| 3e | Daiva Tušlaitė      | Lituanie  | Inpa-Bianchi                    | + 37 s           |
| 4e | Eugénie Duval       | France    | Poitou-Charentes.Futuroscope.86 | + 40 s           |
| 5e | Sofie De Vuyst      | Belgique  | Lotto Soudal Ladies             | + 41 s           |
| 6e | Liane Lippert       | Allemagne |                                 | + 1 min 01 s     |
| 7e | Eri Yonamine        | Japon     | Poitou-Charentes.Futuroscope.86 | + 1 min 01 s     |
| 8e | Alison Jackson      | Canada    | BePink                          | + 1 min 07 s     |
| 9e | Soraya Paladin      | Italie    | Top Girls Fassa Bortolo         | + 1 min 09 s     |
| 10e | Lara Vieceli        | Italie    | Inpa-Bianchi                    | + 1 min 15 s     |

### Points UCI
| Position           | 1er | 2e | 3e | 4e | 5e | 6e | 7e | 8e | 9e | 10e |
| Classement général | 40  | 30 | 16 | 12 | 10 | 8  | 6  | 3  | 2  | 1   |
| Par étape          | 8   | 5  | 3  | 1  |    |    |    |    |    |     |
| Leader, par étape  | 2   |    |    |    |    |    |    |    |    |     |

### Classements annexes

#### Classement par points
| Classement par points | Classement par points | Classement par points | Classement par points | Classement par points |
| --------------------- | --------------------- | --------------------- | --------------------- | --------------------- |
|                       | Coureur               | Pays                  | Équipe                | Point(s)              |
| 1er                   | Marta Bastianelli     | Italie                | Alé Cipollini         | 73 points             |
| 2e                    | Rasa Leleivytė        | Lituanie              | Inpa-Bianchi          | 42 pts                |
| 3e                    | Alison Jackson        | Canada                | Bepink                | 39 pts                |
| modifier              |                       |                       |                       |                       |

#### Classement de la meilleure grimpeuse
| Classement de la meilleure grimpeuse | Classement de la meilleure grimpeuse | Classement de la meilleure grimpeuse | Classement de la meilleure grimpeuse | Classement de la meilleure grimpeuse |
| ------------------------------------ | ------------------------------------ | ------------------------------------ | ------------------------------------ | ------------------------------------ |
|                                      | Coureur                              | Pays                                 | Équipe                               | Point(s)                             |
| 1er                                  | Daiva Tušlaitė                       | Lituanie                             | Inpa-Bianchi                         | 69 points                            |
| 2e                                   | Lex Albrecht                         | Canada                               | Bepink                               | 60 pts                               |
| 3e                                   | Claudia Lichtenberg                  | Allemagne                            | Lotto Soudal                         | 18 pts                               |
| modifier                             |                                      |                                      |                                      |                                      |

#### Classement de la meilleure jeune
| Classement de la meilleure jeune | Classement de la meilleure jeune | Classement de la meilleure jeune | Classement de la meilleure jeune | Classement de la meilleure jeune |
|                                  | Coureur                          | Pays                             | Équipe                           | Temps                            |
| -------------------------------- | -------------------------------- | -------------------------------- | -------------------------------- | -------------------------------- |
| 1er                              | Liane Lippert                    | Allemagne                        | Team Stuttgart                   | en 10 h 30 min 41 s              |
| 2e                               | Anna Zita Maria Stricker         | Italie                           | Inpa-Bianchi                     | +16 s                            |
| 3e                               | Greta Richioud                   | France                           | Poitou-Charentes.Futuroscope.86  | +27 s                            |
| modifier                         |                                  |                                  |                                  |                                  |

#### Classement de la meilleure équipe
| Classement de la meilleure équipe | Classement de la meilleure équipe | Classement de la meilleure équipe | Classement de la meilleure équipe | Classement de la meilleure équipe |
|                                   | Coureur                           | Pays                              | Équipe                            | Temps                             |
| --------------------------------- | --------------------------------- | --------------------------------- | --------------------------------- | --------------------------------- |
| 1er                               | Lotto Soudal                      | Belgique                          | '                                 | en 31 h 30 min 31 s               |
| 2e                                | Poitou-Charentes.Futuroscope.86   | France                            |                                   | +33 s                             |
| 3e                                | Inpa-Bianchi                      | Italie                            |                                   | +1 min 34 s                       |
| modifier                          |                                   |                                   |                                   |                                   |

## Évolution des classements
| Étape              | Vainqueur           | Classement général | Classement par points | Classement de la montagne | Classement de la meilleure jeune | Classement de la meilleure équipe |
| ------------------ | ------------------- | ------------------ | --------------------- | ------------------------- | -------------------------------- | --------------------------------- |
| 1 (clm)            | Élise Delzenne      | Élise Delzenne     | Non attribué          | Non attribué              | Yumi Kajihara                    | Lotto Soudal                      |
| 2                  | Marta Bastianelli   | Élise Delzenne     | Marta Bastianelli     | Daiva Tušlaitė            | Yumi Kajihara                    | Lotto Soudal                      |
| 3                  | Chloe Hosking       | Élise Delzenne     | Marta Bastianelli     | Lex Albrecht              | Liane Lippert                    | Lotto Soudal                      |
| 4                  | Marta Bastianelli   | Élise Delzenne     | Marta Bastianelli     | Lex Albrecht              | Liane Lippert                    | Lotto Soudal                      |
| 5                  | Claudia Lichtenberg | Élise Delzenne     | Marta Bastianelli     | Daiva Tušlaitė            | Liane Lippert                    | Lotto Soudal                      |
| Classements finals | Classements finals  | Élise Delzenne     | Marta Bastianelli     | Daiva Tušlaitė            | Liane Lippert                    | Lotto Soudal                      |

## Liste des participantes
| Légende                             | Légende | Légende                                | Légende                                                                                              |
| ----------------------------------- | --- | -------------------------------------- | --- |
| Num                                 | Dossard de départ porté par la coureuse sur ce Trophée d'or                                                     | Pos                                    | Position finale au classement général                                                                |
| Leader du classement général        | Indique la vainqueur du classement général                                                                      | Leader du classement par points        | Indique la vainqueur du classement par points                                                        |
| Leader du classement de la montagne | Indique la vainqueur du classement de la montagne                                                               | Leader du classement du meilleur jeune | Indique la vainqueur du classement de la meilleure jeune                                             |
|                                     | Indique un maillot de champion national ou mondial, suivi de sa spécialité                                      | #                                      | Indique la meilleure équipe                                                                          |
| NP                                  | Indique une coureuse qui n'a pas pris le départ d'une étape, suivi du numéro de l'étape où elle s'est retirée   | AB                                     | Indique une coureuse qui n'a pas terminé une étape, suivi du numéro de l'étape où elle s'est retirée |
| HD                                  | Indique un coureuse qui a terminé une étape hors des délais, suivi du numéro de l'étape                         | DSQ                                    | Indique un coureur qui a été disqualifié de la course, suivi du numéro de l'étape                    |
| *                                   | Indique un coureuse en lice pour le classement de la meilleure jeune (coureuses nées après le 1er janvier 1994) |                                        | |

| SC Michela Fanini Rox MIC        | SC Michela Fanini Rox MIC | SC Michela Fanini Rox MIC |
| -------------------------------- | ------------------------- | ------------------------- |
| Num                              | Coureur                   | Pos                       |
| 1                                | Edwige Pitel (FRA)        | AB-2                      |
| 2                                | Laura Lozano (COL)        | 22e                       |
| 3                                | Monika Kiraly (HUN)       | 24e                       |
| 4                                | Francesca Balducci* (ITA) | 74e                       |
| 5                                | Michela Balducci* (ITA)   | 55e                       |
| 6                                | Federica Nicolai* (ITA)   | 80e                       |
| Directeur sportif : Piero Fanini |                           |                           |

| Alé Cipollini ALE                        | Alé Cipollini ALE              | Alé Cipollini ALE |
| ---------------------------------------- | ------------------------------ | ----------------- |
| Num                                      | Coureur                        | Pos               |
| 11                                       | Ane Santesteban Gonzalez (ESP) | AB-5              |
| 12                                       | Annalisa Cucinotta (ITA)       | 61e               |
| 13                                       | Beatrice Rossato* (ITA)        | 62e               |
| 14                                       | Dalia Muccioli (ITA)           | 39e               |
| 15                                       | Marta Bastianelli (ITA)        | 12e               |
| 15                                       | Elen Skerritt (AUS)            |                   |
| Directeur sportif : Fortunato Lacquaniti |                                |                   |

| Lotto Soudal# LBL                    | Lotto Soudal# LBL         | Lotto Soudal# LBL |
| ------------------------------------ | ------------------------- | ----------------- |
| Num                                  | Coureur                   | Pos               |
| 21                                   | Élise Delzenne (FRA)      | 1re               |
| 22                                   | Sofie de Vuyst (BEL)      | 5e                |
| 23                                   | Claudia Lichtenberg (GER) | 2e                |
| 24                                   | Anisha Vekemans (BEL)     | 19e               |
| 25                                   | Chantal Hoffmann (LUX)    | 51e               |
| 26                                   | Susanna Zorzi (ITA)       | 14e               |
| Directeur sportif : Dany Schoonbaert |                           |                   |

| Bepink BPK                             | Bepink BPK              | Bepink BPK |
| -------------------------------------- | ----------------------- | ---------- |
| Num                                    | Coureur                 | Pos        |
| 31                                     | Lex Albrecht (CAN)      | 13e        |
| 32                                     | Simona Bortolotti (ITA) | 27e        |
| 33                                     | Giulia Nanni (ITA)      | 71e        |
| 34                                     | Michela Maltesse (ITA)  | 83e        |
| 35                                     | Alison Jackson (CAN)    | 8e         |
| 36                                     | Tatiana Shamanova (RUS) | 59e        |
| Directeur sportif : Giuseppe Dioguardi |                         |            |

| Poitou Charentes Futuroscope 86 FUT | Poitou Charentes Futuroscope 86 FUT | Poitou Charentes Futuroscope 86 FUT |
| ----------------------------------- | ----------------------------------- | ----------------------------------- |
| Num                                 | Coureur                             | Pos                                 |
| 41                                  | Pascale Jeuland (FRA)               | 26e                                 |
| 42                                  | Greta Richioud* (FRA)               | 17e                                 |
| 43                                  | Eugénie Duval (FRA)                 | 4e                                  |
| 44                                  | Victorie Guilman* (FRA)             | 23e                                 |
| 45                                  | Coralie Demay (FRA)                 | 25e                                 |
| 46                                  | Eri Yonamine (JPN) (route)          | 7e                                  |
| Directeur sportif : Nicolas Marche  |                                     |                                     |

| Inpa Bianchi ISG                     | Inpa Bianchi ISG                | Inpa Bianchi ISG |
| ------------------------------------ | ------------------------------- | ---------------- |
| Num                                  | Coureur                         | Pos              |
| 51                                   | Daiva Tušlaitė (LTU)            | 3e               |
| 52                                   | Tetiana Riabchenko (UKR)        | 11e              |
| 53                                   | Lara Vieceli (ITA)              | 10e              |
| 54                                   | Anna Zita Maria Stricker* (ITA) | 16e              |
| 55                                   | Sara Olsson (SWE)               | 54e              |
| Directeur sportif : Giuseppe Lanzoni |                                 |                  |

| Topsport Vlaanderen-Etixx VLL    | Topsport Vlaanderen-Etixx VLL | Topsport Vlaanderen-Etixx VLL |
| -------------------------------- | ----------------------------- | ----------------------------- |
| Num                              | Coureur                       | Pos                           |
| 61                               | Gilke Croket (BEL)            | 43e                           |
| 62                               | Valerie Demey* (BEL)          | 18e                           |
| 63                               | Fien Delbaere* (BEL)          | 56e                           |
| 66                               | Kelly Van den Steen* (BEL)    | 21e                           |
| Directeur sportif : Davy Wijnant |                               |                               |

| Top Girls Fassa Bortolo TOG      | Top Girls Fassa Bortolo TOG | Top Girls Fassa Bortolo TOG |
| -------------------------------- | --------------------------- | --------------------------- |
| Num                              | Coureur                     | Pos                         |
| 71                               | Irene Bitto (ITA)           | NP-5                        |
| 72                               | Nicole Dal Santo* (ITA)     | 47e                         |
| 73                               | Sara Mariotto* (ITA)        | 92e                         |
| 74                               | Asja Paladin* (ITA)         | 67e                         |
| 75                               | Soraya Paladin (ITA)        | 9e                          |
| Directeur sportif : Lucio Rigato |                             |                             |

| Bizkaia - Durango BPD              | Bizkaia - Durango BPD           | Bizkaia - Durango BPD |
| ---------------------------------- | ------------------------------- | --------------------- |
| Num                                | Coureur                         | Pos                   |
| 81                                 | Nahia Leonet* (ESP)             | AB-3                  |
| 82                                 | Lourdes Oyarbide Jimenez* (ESP) | 31e                   |
| 83                                 | Lierni Lekuona Etxebeste* (ESP) | 72e                   |
| 84                                 | Elisabet Escursell * (ESP)      | 88e                   |
| 85                                 | Roos Hoogeboom (NED)            | 37e                   |
| 86                                 | Irati Idirin Egana * (ESP)      | 93e                   |
| Directeur sportif : Denis Gonzales |                                 |                       |

| Lares-Waowdeals Women LWW       | Lares-Waowdeals Women LWW | Lares-Waowdeals Women LWW |
| ------------------------------- | ------------------------- | ------------------------- |
| Num                             | Coureur                   | Pos                       |
| 91                              | Sarah Inghelbrecht (BEL)  | 28e                       |
| 92                              | Monique van de Ree (NED)  | 57e                       |
| 93                              | Lotte van Hoek (NED)      | AB-4                      |
| 94                              | Sarah Rijkes (AUT)        | 41e                       |
| 95                              | Bryony van Velzen* (BEL)  | 69e                       |
| 96                              | Kaat Hannes (BEL) (route) | 20e                       |
| Directeur sportif : Marc Bracke |                           |                           |

| Weber Shimano SLP                     | Weber Shimano SLP                | Weber Shimano SLP |
| ------------------------------------- | -------------------------------- | ----------------- |
| Num                                   | Coureur                          | Pos               |
| 101                                   | Rocio Parrado Guarnizo (COL)     | 38e               |
| 102                                   | Jessenia Meneses* (COL)          | AB-5              |
| 103                                   | Caterin Elisabeth Previley (ARG) | 85e               |
| 104                                   | Maria Fadiga (ARG)               | 75e               |
| 105                                   | Aranza Villalon* (CHI)           | NP-4              |
| Directeur sportif : Veronica Martinez |                                  |                   |

| Vitalogic Astrokalb Radunion Nö NOE      | Vitalogic Astrokalb Radunion Nö NOE | Vitalogic Astrokalb Radunion Nö NOE |
| ---------------------------------------- | ----------------------------------- | ----------------------------------- |
| Num                                      | Coureur                             | Pos                                 |
| 111                                      | Christina Perchtold (AUT) (route)   | 34e                                 |
| 112                                      | Anna Badegruber* (AUT)              | AB-3                                |
| 113                                      | Amber Rais Pierce (USA)             | 66e                                 |
| 114                                      | Astrid Gassner* (AUT)               | 40e                                 |
| 115                                      | Elena Valentini (ITA)               | 46e                                 |
| 116                                      | Lucia Valachola (SVK)               | AB-3                                |
| Directeur sportif : Heribert Springnagel |                                     |                                     |

| Sélection nationale japonaise         | Sélection nationale japonaise | Sélection nationale japonaise |
| ------------------------------------- | ----------------------------- | ----------------------------- |
| Num                                   | Coureur                       | Pos                           |
| 121                                   | Yumi Kajihara* (JPN)          | 42e                           |
| 122                                   | Kiyoka Sakaguchi* (JPN)       | 29e                           |
| 123                                   | Miho Yoshikawa (JPN)          | 58e                           |
| 124                                   | Yumiko Goda (JPN)             | 63e                           |
| 125                                   | Tsubasa Makise (JPN)          | 70e                           |
| 126                                   | Minami Uwano (JPN)            | 30e                           |
| Directeur sportif : Takayuki Kakinoki |                               |                               |

| Centre mondial du cyclisme       | Centre mondial du cyclisme | Centre mondial du cyclisme |
| -------------------------------- | -------------------------- | -------------------------- |
| Num                              | Coureur                    | Pos                        |
| 131                              | Brenda Santoyo* (MEX)      | 33e                        |
| 132                              | Thi Tat N'Guyen (VIE)      | 68e                        |
| 134                              | Phetdarin Somrat* (SEN)    | 44e                        |
| 135                              | Laura Vainionpää* (FIN)    | 52e                        |
| Directeur sportif : Andrew Smith |                            |                            |

| Conade Visit Mexico                 | Conade Visit Mexico          | Conade Visit Mexico |
| ----------------------------------- | ---------------------------- | ------------------- |
| Num                                 | Coureur                      | Pos                 |
| 141                                 | Erika Varela* (MEX)          | 45e                 |
| 142                                 | Marcela Prieto (MEX)         | 35e                 |
| 143                                 | Veronica Leal (MEX)          | 64e                 |
| 144                                 | Antonieta Gaxiola* (MEX)     | 87e                 |
| 145                                 | Ana Hernandez (MEX)          | 53e                 |
| 146                                 | Ariadna Gutiérrez (en) (MEX) | 84e                 |
| Directeur sportif : Siddharta Camil |                              |                     |

| Sélection nationale portugaise     | Sélection nationale portugaise | Sélection nationale portugaise |
| ---------------------------------- | ------------------------------ | ------------------------------ |
| Num                                | Coureur                        | Pos                            |
| 151                                | Celina Carpinteiro (POR)       | 78e                            |
| 152                                | Liliana Jesus (POR)            | 76e                            |
| 153                                | Ana Tomas* (POR)               | 90e                            |
| 154                                | Rita Soares* (POR)             | 89e                            |
| 155                                | Ana Azenha (POR)               | 94e                            |
| 156                                | Soraia Silva (POR)             | 79e                            |
| Directeur sportif : Gabriel Mendes |                                |                                |

| Sélection régionale catalane       | Sélection régionale catalane | Sélection régionale catalane |
| ---------------------------------- | ---------------------------- | ---------------------------- |
| Num                                | Coureur                      | Pos                          |
| 161                                | Sandra Santanyes (ESP)       | 86e                          |
| 162                                | Esther Villaret* (ESP)       | 81e                          |
| 163                                | Laura Mendez* (ESP)          | 73e                          |
| 164                                | Maria Casanova (ESP)         | 91e                          |
| 165                                | Eva Jacomet (ESP)            | AB-2                         |
| 166                                | Mayalen Noriega (ESP)        | 65e                          |
| Directeur sportif : David Llaurado |                              |                              |

| Sélection régionale centre            | Sélection régionale centre | Sélection régionale centre |
| ------------------------------------- | -------------------------- | -------------------------- |
| Num                                   | Coureur                    | Pos                        |
| 171                                   | Agathe Auger* (FRA)        | NP                         |
| 172                                   | Loriane Ceyssat* (FRA)     | NP                         |
| 173                                   | Marie Dufour* (FRA)        | NP                         |
| 174                                   | Mélanie Guedon* (FRA)      | NP                         |
| 175                                   | Marion Sicot (FRA)         | NP                         |
| Directeur sportif : Charlotte Cattoen |                            |                            |

| Team Stuttgart                  | Team Stuttgart            | Team Stuttgart |
| ------------------------------- | ------------------------- | -------------- |
| Num                             | Coureur                   | Pos            |
| 181                             | Bianca Bernhard (GER)     | 77e            |
| 182                             | Franka Hendenreich* (GER) | AB-5           |
| 183                             | Liane Lippert* (GER)      | 6e             |
| 184                             | Anna Lena Nowak* (GER)    | 82e            |
| 185                             | Amelie Peiker* (GER)      | AB-4           |
| 186                             | Christa Riffel* (GER)     | 32e            |
| Directeur sportif : Olaf Janson |                           |                |

| Aromitalia Vaiano VAI              | Aromitalia Vaiano VAI   | Aromitalia Vaiano VAI |
| ---------------------------------- | ----------------------- | --------------------- |
| Num                                | Coureur                 | Pos                   |
| 191                                | Rasa Leleivytė (LTU)    | 15e                   |
| 192                                | Elena Franchi* (ITA)    | 36e                   |
| 193                                | Lija Laizane (LAT)      | 49e                   |
| 194                                | Silvija Latozaite (LTU) | 60e                   |
| 195                                | Alessia Martini (ITA)   | 48e                   |
| 196                                | Nicole Nesti* (ITA)     | 50e                   |
| Directeur sportif : Matteo Ferrari |                         |                       |

Source,.